# Bacill

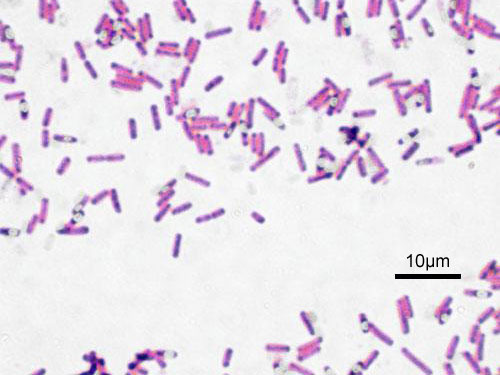
Förstorade baciller.

Baciller, i den vetenskapliga betydelsen, är ett samlingsnamn för alla stavformiga bakterier. Korta baciller som vid mikroskopi lätt kan misstas för att vara kocker benämns för kockoida stavar, kockobaciller eller kort och gott "kockoider".

## Bacill i vardagsspråk
Bacill använt i den vardagliga betydelsen, av barn och vid tal riktat till barn, är smittsamma mikroorganismer, antingen verkliga, som virus och bakterier, eller påhittade. Uttrycket har hämtats från bakteriesläktet Bacillus.

### Tjej- och killbaciller
Tjejbaciller eller killbaciller är inom barnkultur ett slags fiktiva mikroorganismer eller en fiktiv sjukdom som sägs bäras av barn av det motsatta könet: tjejbaciller hos flickor och killbaciller hos pojkar. Bacillerna "sprids" genom kroppslig kontakt med eller närhet till barn av det motsatta könet. De används ofta som en förevändning för att inte umgås mellan könen och kan vara förknippad med barns utveckling av identitet och kön.

#### I andra språk
Den engelska motsvarigheten till tjej- och killbaciller är cooties, som dock har den skillnaden att den anses finnas hos både pojkar och flickor.
Den danska motsvarigheten är "pigelus" och "drengelus", rakt översatt tjejlöss och killöss.